# Ulpia Traiana Sarmizegetusa
Koordináták: é. sz. 45° 30′ 57″, k. h. 22° 47′ 17″45.515833°N 22.788056°E
Ulpia Traiana Sarmizegetusa (teljes nevén Colonia Ulpia Traiana Augusta Dacica Sarmizegetusa) a római Dacia tartomány fővárosa volt, romjai ma is megtekinthetők. Nem tévesztendő össze a dákok egykori fővárosával, Sarmisegethuzával, amely 43 km-re északkeletre, a mai Gredistye falu közelében található. Dacia provincia első városa régészeti szempontból kiemelkedő jelentőségű, mivel – sok más ókori településsel ellentétben – középkori vagy modern város nem épült a helyére. Ennek köszönhetően maradványai nagyrészt érintetlenek maradtak, bár a mai falu utcái, házai és kertjei részben átfedik az egykori település területét.

## Fekvése

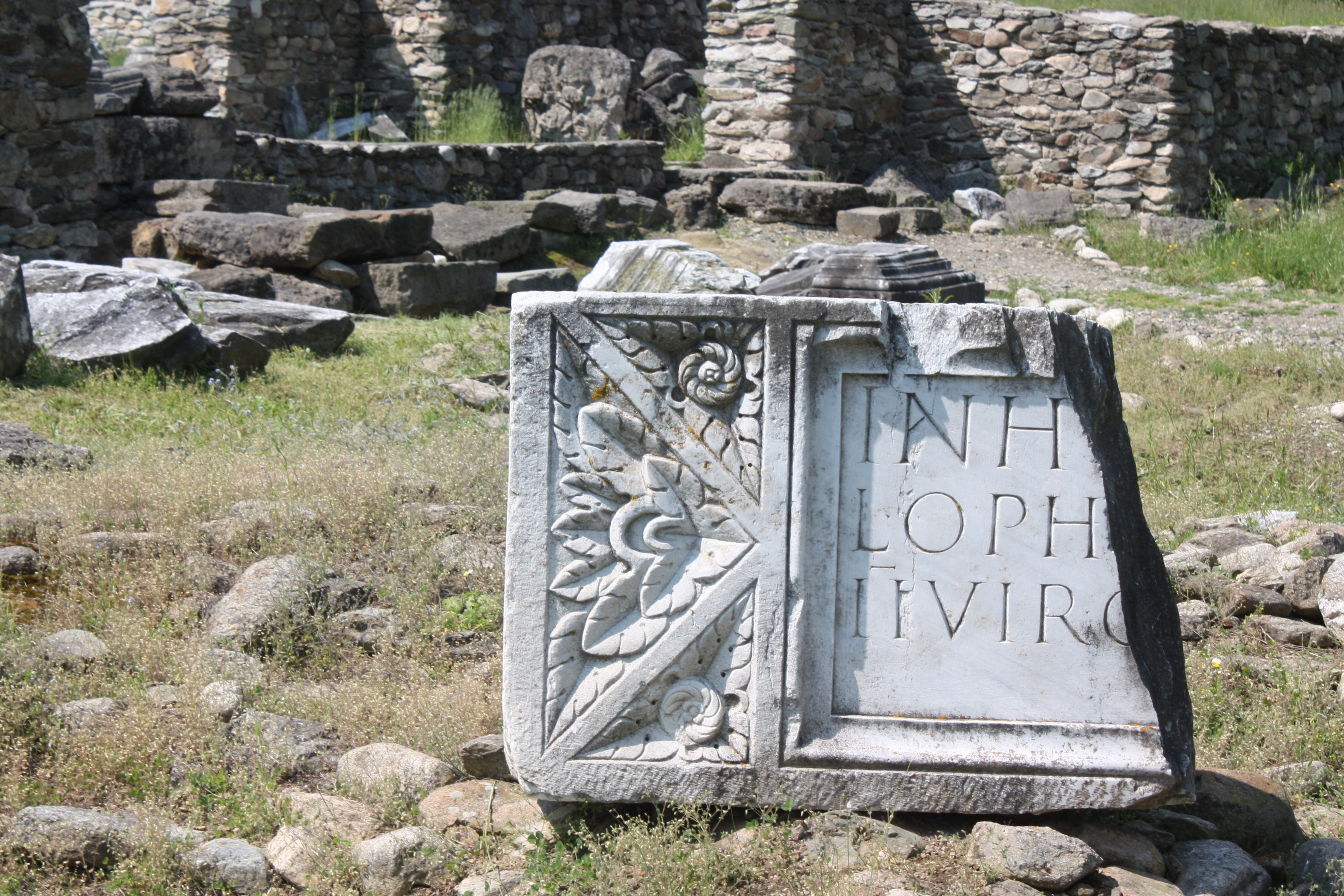
Ulpia Traiana Sarmizegetusa romjai

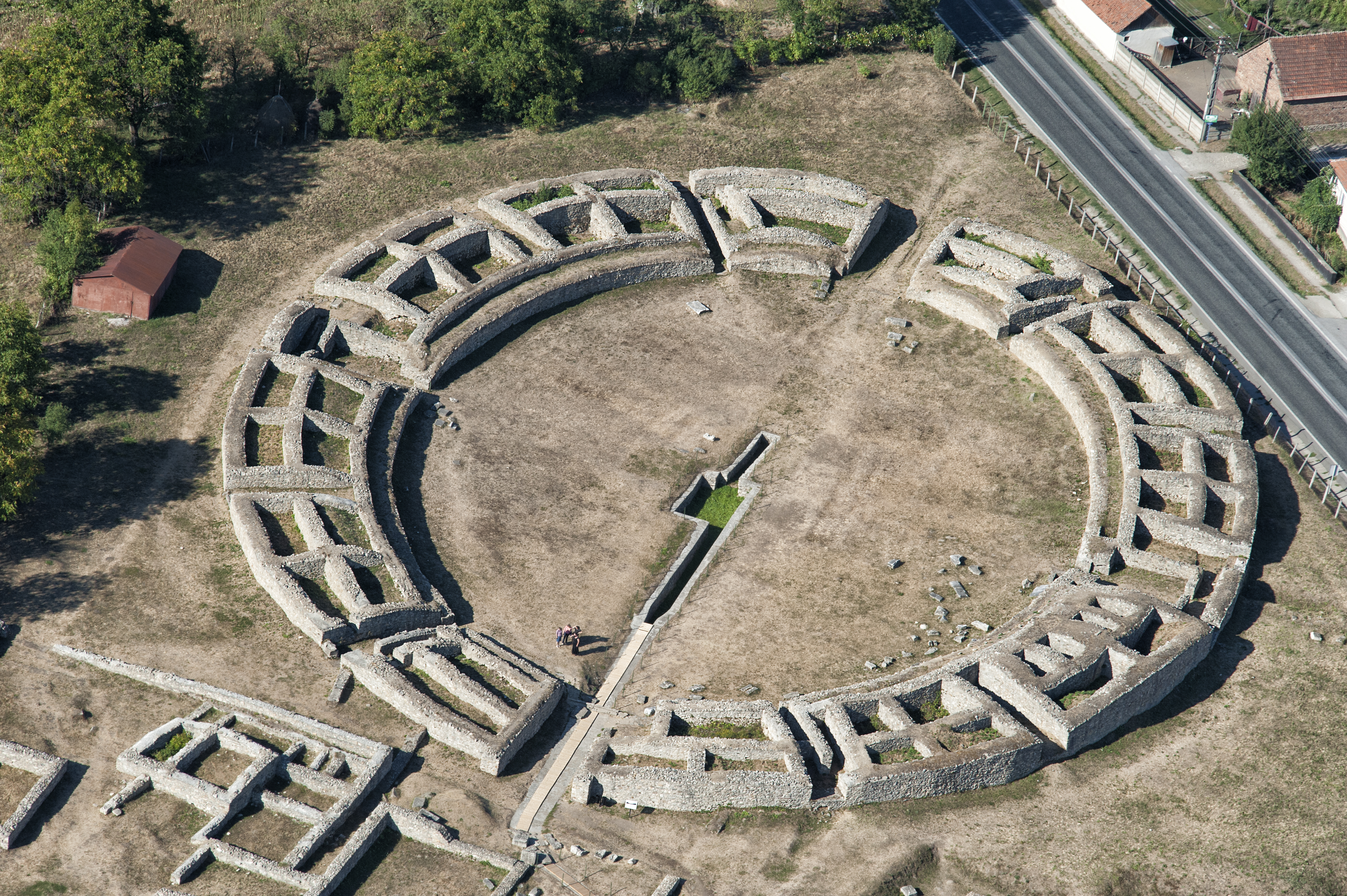
Az amfiteátrum maradványai.

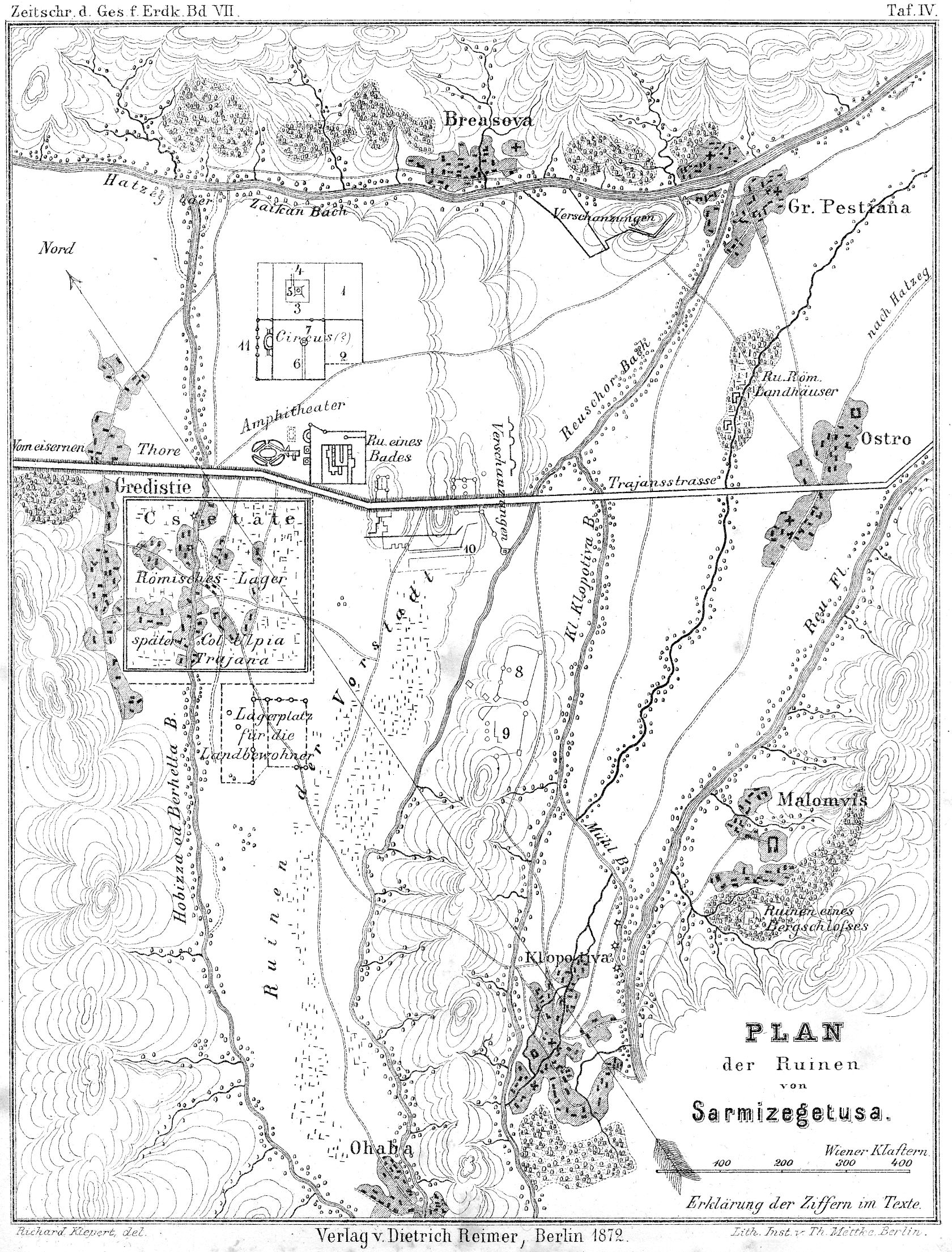
Térkép

Romániában, Hunyad megye Hátszegi járásában, Hátszegtől 17 km-re, Várhely település szélén található.

## Nevének eredete
Neve a mellette elhaladó Sargetia (Sztrigy) folyó nevéből ered, a latin feliratokban leggyakrabban Sarmizegetusa alakban fordul elő.[forrás?]

## Története

### Megalapítása
Kr. u. 106-ban, miután a rómaiak egy hosszan tartó és heves harcokkal járó háború során legyőzték a Római Birodalmat fenyegető dákokat, Traianus császár létrehozta Dacia provinciát. A tartomány székhelyéül Ulpia Traiana Sarmizegetusa városát jelölték ki, amely közigazgatási, katonai és gazdasági központként szolgált. A település Colonia deducta-ként jött létre, vagyis olyan római kolóniaként, amelyet deductio („betelepítés”) révén hoztak létre római polgárok. Az alapítók között feltehetően a Dacia meghódításában részt vevő légiók veteránjai is jelen voltak. A város alapítása Decimus Terentius Scaurianus, Dacia helytartójának nevéhez fűződik, amit egy egykor ott felfedezett, de azóta elveszett felirat is alátámaszt. A felirat szövegét 16. századi másolatok alapján rekonstruálták, és az alábbiakat tartalmazza: „az isteni uralkodó, a néhai Nerva császár fia, Nerva Traianus Augustus, a germánok és dákok legyőzője oltalma alatt megalapították Colonia Ulpia Traiana Augusta Dacica (Sarmizegetusa?) városát Decimus Terentius Scaurianus, a helytartó (kormányzó) és propraetor által”. Scaurianus Dacia provincia helytartója volt 108/109 és 110 között, esetleg egészen 111/112-ig, így Colonia Ulpia Traiana Sarmizegetusa alapítása erre az időszakra tehető.

### Szerkezete
Ulpia Traiana Sarmizegetusa már megalapítása kezdetén kihasználta a korábban itt állomásozó IV. Flavia Felix légió táborának infrastruktúráját, amely a 2. század elején működött a területen. A város és az egykori katonai tábor története szorosan összefonódik, ami nem egyedi jelenség a Római Birodalomban: gyakran előfordult, hogy a légiók távozása után a veteránok számára alapított települések a korábbi táborok helyén jöttek létre. Az eredeti tábor földsánccal volt körülvéve, míg a később, immár a város számára emelt kőfal már a polgári település védelmét szolgálta. A város területe jelentősen meghaladta az egykori tábor méretét, és nyugat felé terjeszkedett. A város falai egy 530 × 620 méteres, téglalap alakú területet öleltek körül, amely mintegy 33 hektárnyi területet fedett le. Az erődítmény falai 1,80 méter vastagságú homokkőtömbökből épültek. A város védelmi rendszerét négy kapu és a sarkokon elhelyezett tornyok egészítették ki, szerkezetében pedig jelentős hasonlóságokat mutatott a római katonai táborokkal.
A város belső és külső szerkezetének kialakulása nem volt teljesen egységes, mivel a telepítés előtt a terület különböző földtulajdonosi határvonalai eltérőek lehettek. Ennek ellenére a jelenlegi település térképe azt mutatja, hogy a főutak nagyjából egy észak-déli irányú főútvonalat (cardo maximus) és egy kelet-nyugati irányú főútvonalat (decumanus maximus) követnek. A város két főútvonala közül az észak-déli főút 11 méter, míg a kelet-nyugati főút 12 méter széles volt. Feltételezhető, hogy kezdetben a tábor parancsnoki épületét (principia) használták az első fórumként, míg a későbbiekben önálló fórum épült, amelyhez katonai raktárak (horrea) is kapcsolódtak. Az eredetileg fából készült principia és más tábori épületek idővel kőből épültek újjá, ami megfelelt a római legionárius táborok fejlődési mintázatának. A város a katonai eredetű kőépületeket fokozatosan átvette és saját szükségleteihez igazította. A városon belül az első kőből épült fórum (forum vetus) a főútvonalak kereszteződésénél feküdt, közel ahhoz a ponthoz, ahonnan a topográfiai mérések kiindultak (locus gromae).
Ulpia Traiana Sarmizegetusa városszerkezete kezdetben jól szervezett, rácsos alaprajzot követett, amelynek tájékozódási pontjai a városfal, a fórum, az úthálózat és az amfiteátrum voltak. Az idő múlásával azonban a település bővülése során új lakónegyedek jöttek létre, amelyek már eltértek az eredeti városszerkezettől. Ezek az új épületek főként a főbb útvonalak mentén, valamint a középületek, például az amfiteátrum környezetében alakultak ki. A nyugati irányú városbővítés előtt a városon belül négy-öt utakkal határolt építési egység (insula) létezett, mindegyik körülbelül 80 × 80 méteres méretben, mind kelet-nyugati, mind észak-déli irányban. A bővítés során a város nyugati oldalán további két építési egységgel (insula) bővült a település szerkezete.
A telekrendszer, amely alapján a földeket kiosztották az Ulpia Traiana Sarmizegetusa területén letelepített telepesek (colonusok) számára, úgy tűnik, hogy nemcsak a városon belül, hanem attól északra, délre és részben a városfalon kívül is kiterjedt. A földparcellák elrendezése alapvetően követte a városfal vonalát, északnyugat–délkeleti tájolással. A városon kívüli úthálózat megtartotta az erődítményen belüli tájolást, különösen kelet-nyugati irányban. A földmérést már a város alapításakor elvégezték, amit az is bizonyít, hogy a földek felosztásánál a római hosszmértékegységet (actus) alkalmazták. Például a város topográfiai méréseinek kiindulópontja (locus gromae) és az amfiteátrum bejárata közötti távolság 10 actus volt. Nem az összes városkörnyéki mezőgazdasági területet osztották fel már az alapításkor, ami magyarázatot ad arra, hogy a várostól északkeletre fekvő földek tájolása eltér az eredeti rendszertől: az egykori észak-déli irányú határvonalak helyett inkább északnyugat–délkeleti elrendezést követnek. A jelenlegi régészeti kutatások szerint a város romjai jelentősen túlnyúlnak az eredeti falakon, különösen észak, kelet és nyugat felé, és körülbelül 40 hektárnyi területet foglalnak el.

### Középületek
Ulpia Traiana Sarmizegetusa városfalain belül a központi insulák területét középületek foglalták el. A város egyik legfontosabb központja a forum vetus volt, amelyhez később, déli irányban, egy újabb fórum, a forum novum csatlakozott. A forum novum déli részén, valamint a forum vetus nyugati oldalán több templom épült, köztük a Capitolium és a palmürai istenek szentélye. A város központi területén kívül is jelentős középületek helyezkedtek el, például a helytartó rezidenciája az északi kapu közelében. Ezen a területen további templomok és raktárépületek (horrea) is megtalálhatók voltak. Az északnyugati sarokban állt a Dolichenus Jupiter temploma. A városfalon kívüli negyedek közül kiemelkedő jelentőségűek az északi külvárosi területek. A cardo maximus nyugati oldalán, röviddel a városból való kilépést követően fürdők (thermae) épültek. Távolabb egy katonák által eredetileg fából épített, majd kőből újjáépített színház helyezkedett el. Az amfiteátrum közelében Nemesis-templom és további fürdők álltak. A cardo maximus keleti oldalán, a városfalhoz közel, számos vallási és gazdasági létesítmény, például üvegműhelyek összpontosultak. A város északi részén, a főút mentén egy asklepeion állt, amelynek fala eltért a városszerkezeti rácstól. Továbbá, a cardo maximusra merőlegesen egy öt templomból álló komplexum épült, amelyben a Bacchus isten temploma is helyet kapott. A városfalakon kívül villák (villae suburbanae) és vallási épületek, például egy mithraeum a déli, valamint egy palmürai templom a nyugati oldalon volt található. A temetkezési területek (nekropoliszok) a várostól keletre és északnyugatra, az utak mentén helyezkedtek el. Az Ulpia Traiana Sarmizegetusa korai épületei eredetileg fából készültek, azonban a város fejlődésével ezeket fokozatosan téglából és kőből épült struktúrák váltották fel. A 2. század közepére a középületek többsége mészkőből és márványból épült, amely jelentős építészeti kifinomultságot eredményezett. A város szerkezete és műemlékei az itáliai városok építészeti eleganciáját tükrözték, szemben egy tipikus határvidéki településsel. Az építészeti megoldások és a fennmaradt emlékek a római császárkor magas színvonalú urbanisztikai elveit képviselik.

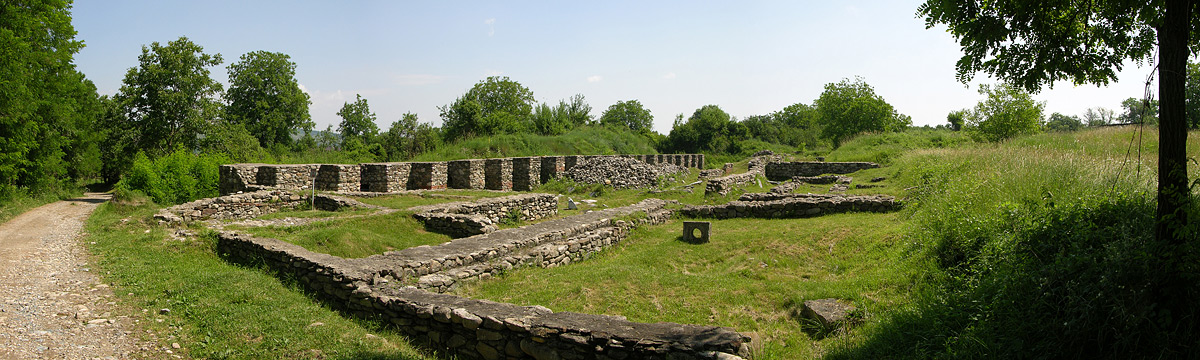
A domus procuratoris panorámaképe

### Közigazgatás
Sarmizegetusa a Papiria választókerület (tribus) területéhez tartozott, amelybe maga Traianus császár is beletartozott. Ezt számos megtalált felirat is igazolja. A város neve egy 241-ből származó oltárkövön Dacia tartományok közgyűlése (concilium provinciarum Daciarum trium) formában olvasható. Itt állhatott az a császárkultuszhoz kapcsolódó oltár (ara Augusti vagy Augusti nostri), amelynél a tartomány papjai áldozatokat mutattak be a császár üdvéért. Az oltárról több felirat is megemlékezik. Az itt megtartott tartománygyűlés lehetőséget biztosított arra, hogy panaszt emeljenek a császárnál a helytartó ellen, vagy éppen elismerésüket fejezzék ki működése iránt – utóbbi jellemzően gyakoribb volt. A település bizonyos mértékig a császári közigazgatás egyik központjaként is szolgált, amit az itt fellelt feliratok is megerősítenek. Ezekben császári rabszolgák és felszabadítottak szerepelnek, köztük kancelláriai írnokok (librari ab instrumentis censualibus), levéltári hivatalnokok (tabularii), valamint segédhivatalnokok (adjutores tabularii). Ezen kívül néhány felirat császári pénzügyi tisztviselőket (procuratorok) is említ. Bár Dacia provincia pénzügyi igazgatásának központja Apulum (a mai Gyulafehérvár) volt, Sarmizegetusa is jelentős adminisztratív szerepet töltött be. A város építészeti pompájáról főként a szórványosan előkerült építészeti részletek árulkodnak. Az itt emelt emlékművek és középületek anyaga a közeli márványbányákból származott, és valószínű, hogy ezek közül több még Traianus uralkodása alatt épült. Egy töredékes felirat, amelyen Traianus neve (Tra[janus]) olvasható, feltehetően egy épület homlokzatán állt. Hadrianus császár uralkodása idején Cn. Papirius Aelianus helytartó vízvezetéket építtetett a város számára, tovább növelve annak infrastruktúráját és ellátottságát.

### Etnikai viszonyai
A város nemzetiségi viszonyaira is következtetni lehet az itt talált feliratok adataiból, melyek szerint a feltárt feliratokon szereplő felperesek jelentékeny része Syriából származott, kik mind Aeliusok voltak és a polgárjogot Hadrianusnak köszönhették. Ezek itt is hűek maradtak isteneikhez, közülük több is a perzsa Mithrast imádta, de egyiptomi Isis, Seraphis szentély, valamint más görög és római istenek tiszteletének is nyomara akadtak itt a feltárások során.
Az itt épült mithraeumot Király Pál és Téglás Gábor tárták fel; a feltárás során nagyszámú kőfaragvány és felirat  került napfényére (Studniczka, Arch. epgir. Mitht. VII 200–225 l. és Király Pál, A sarmizegetusai mithraeum. Arch. Közl. XV, 1886). Az utóbbiak között van egy (CIL III 7938), mely Nabarze deo volt szentelve. Mint azt a dévai muzeumba került két (CIL III 1428) felirat és két domborkép is bizonyítja, az aegyptusi Isis-nek és Serapis-nak is voltak hívei Ulpia Traianaban, sőt Isis templomuk is volt és a görög-római istenségek között legtöbb tisztelője Aesculapiusnak és Hygieának, valamint Nemesisnek volt itt. Az utóbbi kultuszát mint másutt úgy itt is az amphitheatrum magyarázza meg.

### Pusztulása
A 171 éven keresztül fennálló Dáciát 271-ben Aurelianus császár a germán törzsek állandó támadásai miatt kénytelen volt feladni és kiüríteni. A rómaiakat és a romanizálódott lakosságot áttelepítette a Duna vonalától délre felépített Új-Dácia tartományba.